# Phalera assimilis
Phalera assimilis is een vlinder uit de familie van de tandvlinders (Notodontidae). De wetenschappelijke naam van de soort is voor het eerst geldig gepubliceerd in 1852 door Bremer & Grey.